# Music in a Doll's House
| Recensione              | Giudizio |
| ----------------------- | -------- |
| AllMusic                | [ 1 ]    |
| Progarchives.com        | [ 2 ]    |
| Storia della musica     | [ 3 ]    |
| Debaser                 | [ 4 ]    |
| Piero Scaruffi          | [ 5 ]    |
| Dizionario del Pop-Rock | [ 6 ]    |
| 24.000 dischi           | [ 7 ]    |

Music in a Doll's House è l'album di debutto dei Family. Prodotto da Dave Mason dei Traffic, fu pubblicato nel luglio 1968.
Dopo l'uscita di Sgt. Pepper's Lonely Hearts Club Band del giugno 1967, John Lennon aveva proposto ai restanti Beatles di intitolare l'album di prossima pubblicazione A Doll's House, in omaggio a Casa di bambola del drammaturgo norvegese Henrik Ibsen. Il gruppo di Liverpool aveva già ingaggiato l'artista scozzese John Byrne per la copertina, ma l'uscita dell'album dei Family li costrinse a cambiare piano. Fu a questo punto che Richard Hamilton suggerì a Paul McCartney una copertina completamente bianca, che sarà in effetti adottata per l'eponimo The Beatles, meglio conosciuto come The White Album ("l'album bianco").

## Tracce
Lato A
Testi e musiche di Roger Chapman e John "Charlie" Whitney, tranne dove indicato.
1. The Chase – 2:16
2. Mellowing Grey – 2:49
3. Never Like This – 2:20 (Dave Mason)
4. Me My Friend – 2:00
5. Variation on a Theme of "Hey Mr. Policeman" – 0:25
6. Winter – 2:26
7. Old Songs for New Songs – 4:18
8. Variation on a Theme of "The Breeze" – 0:39

Lato B
Testi e musiche di Roger Chapman e John "Charlie" Whitney, tranne dove indicato.
1. Hey Mr. Policeman – 3:14 (John Charlie Whitney, Ric Grech, Roger Chapman)
2. See Through Windows – 3:44
3. Variation on a Theme of "Me My Friend" – 0:22 (John Charlie Whitney)
4. Peace of Mind – 2:26
5. Voyage – 3:31
6. The Breeze – 2:52
7. 3 x Time – 3:51

- Alla fine del brano: 3 x Time, viene suonato (in modo un po' farsesco e ironico) dal gruppo, per circa quindici secondi, l'inno God Save the Queen

Edizione CD del 2012, pubblicato dalla Pucka Records (PUC 801)
Testi e musiche di Roger Chapman e John "Charlie" Whitney, tranne dove indicato.
1. The Chase – 2:13
2. Mellowing Grey – 2:49
3. Never Like This – 2:18 (Dave Mason)
4. Me My Friend – 2:00
5. Variation on a Theme of "Hey Mr. Policeman" – 0:24
6. Winter – 2:26
7. Old Songs for New Songs – 4:17
8. Variation on a Theme of "The Breeze" – 0:40
9. Hey Mr. Policeman – 3:13 (John Charlie Whitney, Ric Grech, Roger Chapman)
10. See Through Windows – 3:43
11. Variation on a Theme of "Me My Friend" – 0:22 (John Charlie Whitney)
12. Peace of Mind – 2:20
13. Voyage – 3:34
14. The Breeze – 2:52
15. 3 x Time – 3:50
16. Scene Through the Eye of a Lens – 2:52 – Bonus Track
17. Gypsy Woman – 3:25 – Bonus Track

## Formazione
- Roger Chapman - voce solista, armonica, sassofono tenore
- John Whitney - chitarra solista, chitarra steel
- Jim King - sassofono tenore, sassofono soprano, armonica, voce
- Ric Grech - basso, violino, violoncello, voce
- Rob Townsend - batteria, percussioni

Ospiti
- Dave Mason - tastiere (brano: Never Like This)
- Tubby Hayes - corno, sassofono tenore (brano: Old Songs For New Songs)

Note aggiuntive
- David Mason - produttore (per la Dukeslodge Enterprises Ltd.)
- Jimmy Miller - co-produttore (solo nei brani: Peace of Mind e The Breeze)
- John Gilbert - produttore esecutivo
- Registrazioni effettuate al Olympic Studios di Londra, Inghilterra nel 1968
- Eddie Kramer - ingegnere delle registrazioni
- George Chiantz - secondo ingegnere delle registrazioni
- Peter Duval - design album
- Julian Cottrell - fotografie coprtina frontale album e interno copertina album
- Jac Remise - fotografia retrocopertina album[10]

## Classifica
Album
| Anno | Classifica      | Posizione raggiunta |
| ---- | --------------- | ------------------- |
| 1968 | Official Charts | 35                  |